# Rob Bowman
Rob Stanton Bowman  (n. 15 mai 1960, Wichita Falls⁠(d), Texas, SUA) este un regizor american și producător de film. Este fiul regizorului Chuck Bowman.

## Biografie și carieră
A contribuit la regizarea unor episoade ale serialelor Star Trek: Generația următoare și Dosarele X, pentru care a primit patru nominalizări consecutive la premiile Emmy ca producător. A fost producător executiv și regizor al serialului Castle.
Bowman a regizat patru filme cinematografice; Războiul găștilor (Airborne, 1993), Dosarele X - Înfruntă Viitorul (1998), Regatul de Foc (2002) și Elektra (2005).

## Filmografie

### Regizor
Televiziune
- The Rookie (2019) - 1 episod
- Quantico (2018) - 1 episod
- The Crossing (2018)
- Castle (2009–2016) - 28 episoade
- The Lone Gunmen (2001) (pilot)
- VR.5 (1995) - 1 episod
- M.A.N.T.I.S. (1994) - 2 episoade
- Traps (1994) - 1 episod
- The X-Files (1993-2000) - 33 episoade
- The Adventures of Brisco County, Jr. (1993) - 1 episod
- The Hat Squad (1992) - 2 episoade
- Dark Shadows (1991) - 2 episoade
- DEA (1990) - 1 episod
- Parker Lewis Can't Lose (1990) - 12 episoade
- Mancuso, F.B.I. (1989) - 2 episoade
- Booker (1989) - 1 episod
- Baywatch (1989) (episode "The Reunion") - 1 episod
- Hardball (1989) - 2 episoade
- Alien Nation (1989) - 1 episod
- Quantum Leap (1989) - 1 episod
- Midnight Caller (1988) - 1 episod
- Probe (1988) - 1 episod
- The Highwayman (1988) - 3 episoade
- Star Trek: The Next Generation (1987) - 13 episoade[3]
- Werewolf (1987) - 2 episoade
- 21 Jump Street (1987) - 1 episod
- Stingray (1986) - 3 episoade
- MacGyver (1985) - 1 episod

Film
- Elektra (2005)
- Reign of Fire (2002)
- The X-Files (1998)
- Airborne (1993)

### Producător
- Castle (2009) TV Series (producător executiv) - 109 episoade
- The Lone Gunmen (2001) TV Series (co-producător executiv) - 1 episod
- The X Files (1993) (producer) - 89 episoade
- Stingray (1985) (producător asociat)
- The A-Team (1983) (producător asociat) - 34 episoade

### Altele
- The Making of 'The X-Files: Fight the Future' (1998)

## Legături externe
- Rob Bowman la Internet Movie Database